# Musée Dar Jamaï

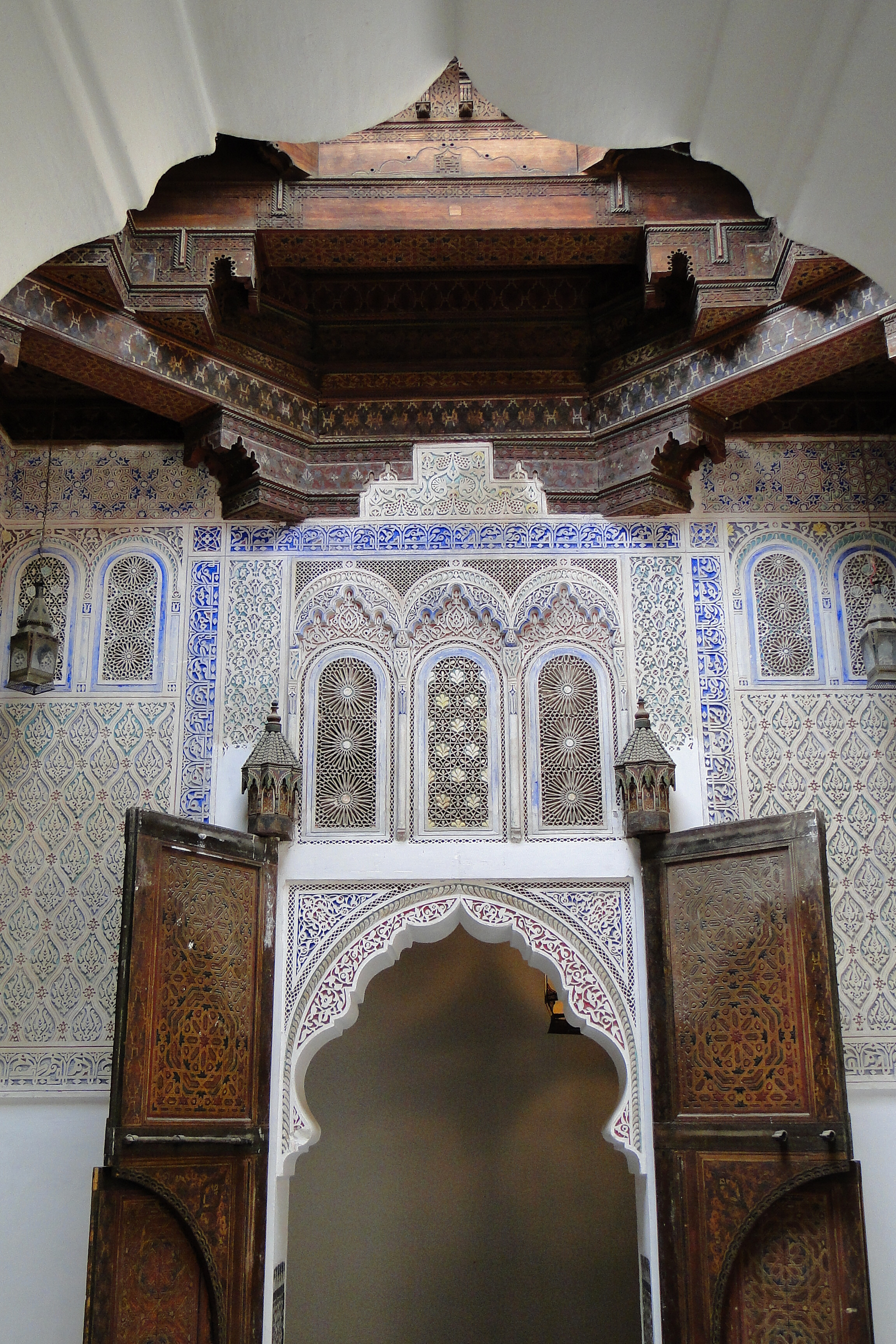
Innenraum des Dar-Jamaï-Palastes

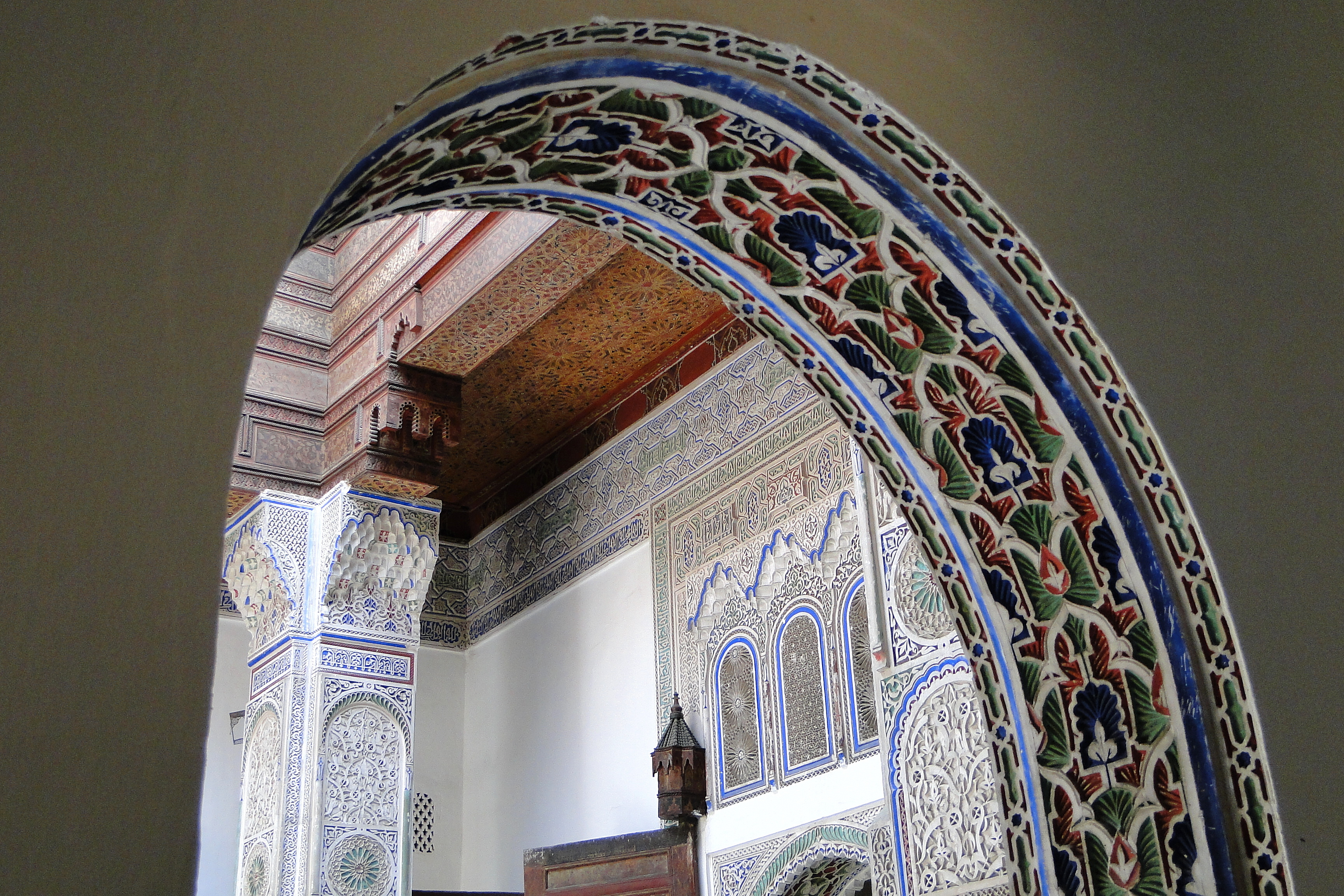
Dar-Jamaï-Palast, Detail

Das Musée Dar Jamaï oder auch Musée des Arts et métiers traditionnels de Meknès befindet sich in einem ehemaligen Wesirspalast im Zentrum der marokkanischen Großstadt Meknès.

## Lage
Der äußerlich unscheinbare Dar-Jamaï-Palast liegt am südlichen Rand der Medina von Meknès an der Place el Hedim gegenüber dem Bab Mansour.

## Geschichte
Das Palais Dar Jamaï wurde zu Beginn der 1880er Jahre von Mohamed Ben Larbi Jamaï, dem Wesir des damaligen Sultans Mulai al-Hassan I. (reg. 1873–1894), erbaut. Zu Beginn der französischen Protektoratszeit (1912) wurde das Gebäude in ein Hospital umgewandelt und diente ab 1920 als Musée des Arts Indigènes kulturellen Zwecken.

## Architektur
Das Palais dar Jamaï ist ein um einen Innenhof herum gebautes zweigeschossiges Stadtpalais mit zahlreichen Räumen im Maurischen Stil. Die Architektur beeindruckt durch das harmonische Zusammenspiel und Ineinandergreifen verschiedener Materialien (Kachelmosaike, Stuck und Zedernholzschnitzereien) wie sie auch in früheren Bauten, vor allem in den merinidischen Medersen, vorkommen.

## Sammlung
Die Dauerausstellung des Museums besteht aus alten marokkanischen Musikinstrumenten. Verschiedene traditionelle Musikstile und Methoden der Herstellung von Musikinstrumenten werden vorgestellt; andere Ausstellungsräume präsentieren wechselnde Themenbereiche wie etwa Schmuck, Stickereien, Keramiken sowie Kupfer- und Messinggerätschaften.